# Acelerador de partículas

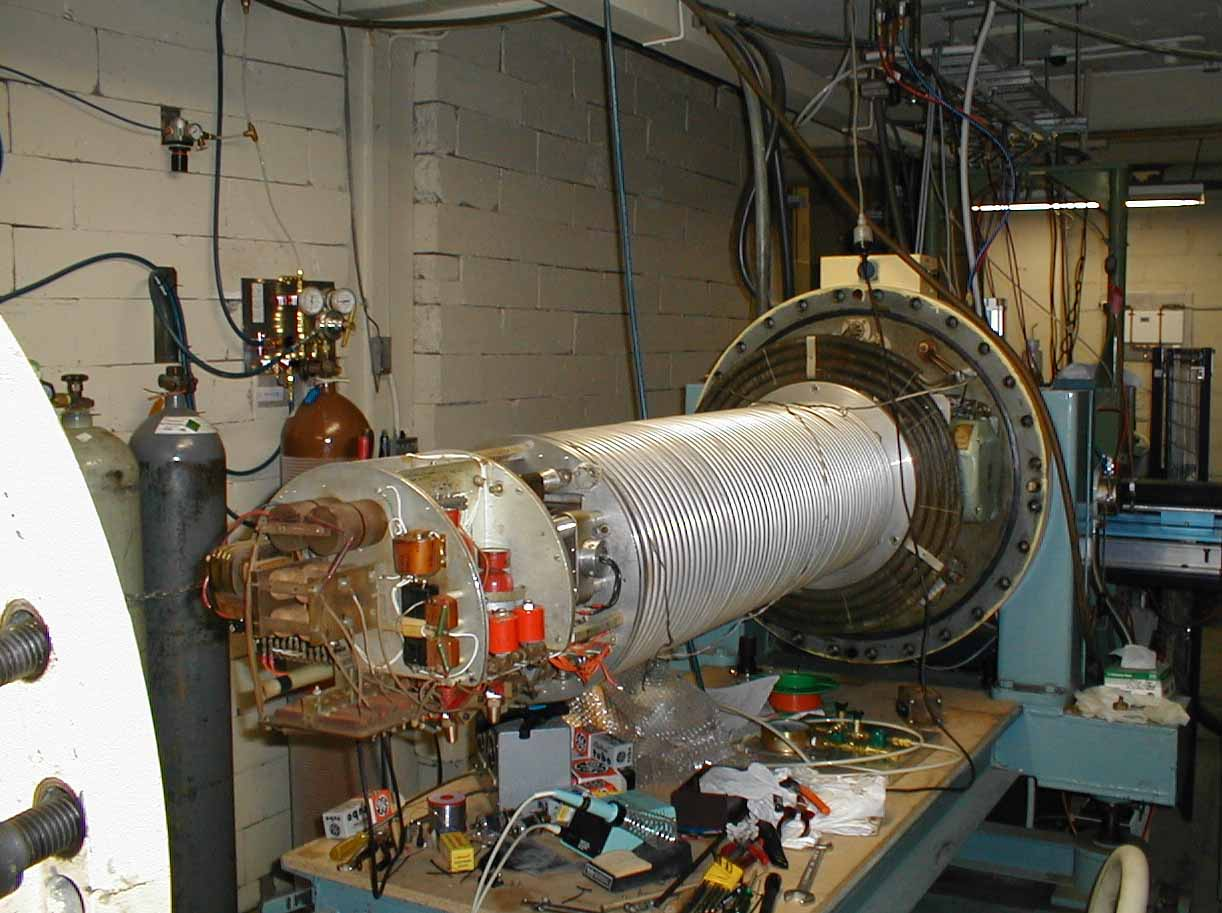
Acelerador lineal de Generador de Gutenberg de una sola etapa de 2 MeV.

Un acelerador de partículas es un dispositivo que utiliza campos electromagnéticos para acelerar partículas cargadas a altas velocidades y así hacerlas colisionar con otras partículas. De esta manera se genera una multitud de nuevas partículas que —generalmente— son muy inestables y duran menos de un segundo, esto permite estudiar más a fondo las partículas desintegradas por medio de las generadas a partir de ellas. Hay dos tipos básicos de aceleradores de partículas: los lineales y los circulares. El tubo de rayos catódicos de un televisor es una forma simple de acelerador de partículas.
Los aceleradores de partículas se asemejan, en cierta forma, a la acción de los rayos cósmicos sobre la atmósfera terrestre, lo cual produce al azar una lluvia de partículas exóticas e inestables. Sin embargo, los aceleradores prestan un entorno mucho más controlado para estudiar estas partículas generadas, y su proceso de desintegración.
Ese estudio de partículas, tanto inestables como estables, puede ser en un futuro útil para el desarrollo de la medicina, la exploración espacial, tecnología electrónica, etcétera.

## Aceleradores de altas energías

### Aceleradores lineales

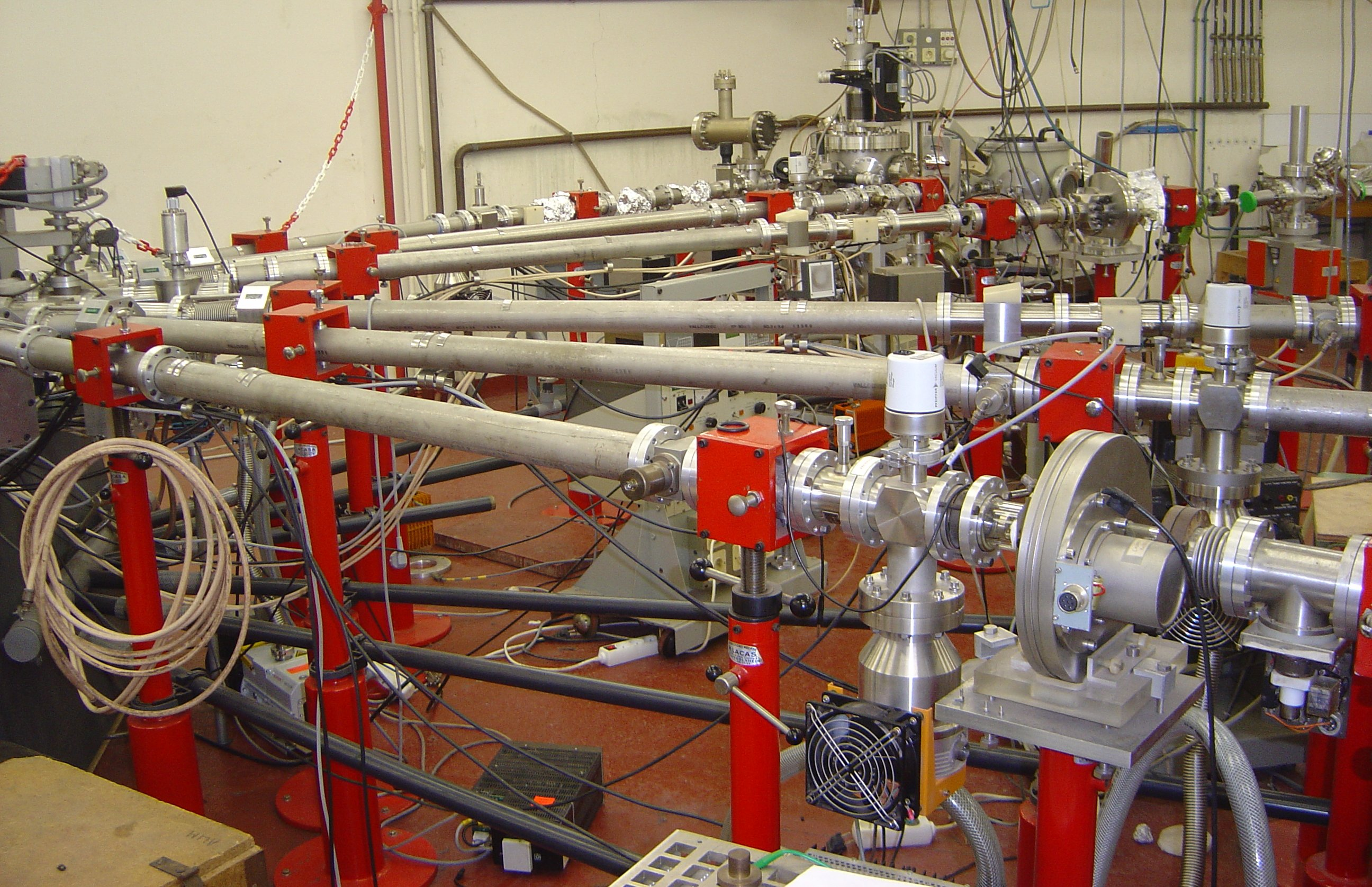
Líneas del haz de partículas que llevan desde el acelerador de Van de Graaf a varios experimentos, en la base del Campus Jussieu de París.

Los aceleradores lineales (muchas veces se usa el acrónimo en inglés linac) de altas energías utilizan un conjunto de placas o tubos situados en línea a los que se les aplica un campo eléctrico alterno. Cuando las partículas se aproximan a una placa, se aceleran hacia ella al aplicar una polaridad opuesta a la suya. Justo cuando la traspasan, a través de un agujero practicado en la placa, la polaridad se invierte, de forma que en ese momento la placa repele la partícula, acelerándola por tanto hacia la siguiente placa. Generalmente no se acelera una sola partícula, sino un continuo de haces de partículas, de forma que se aplica a cada placa un potencial alterno cuidadosamente controlado de forma que se repita de forma continua el proceso para cada haz.

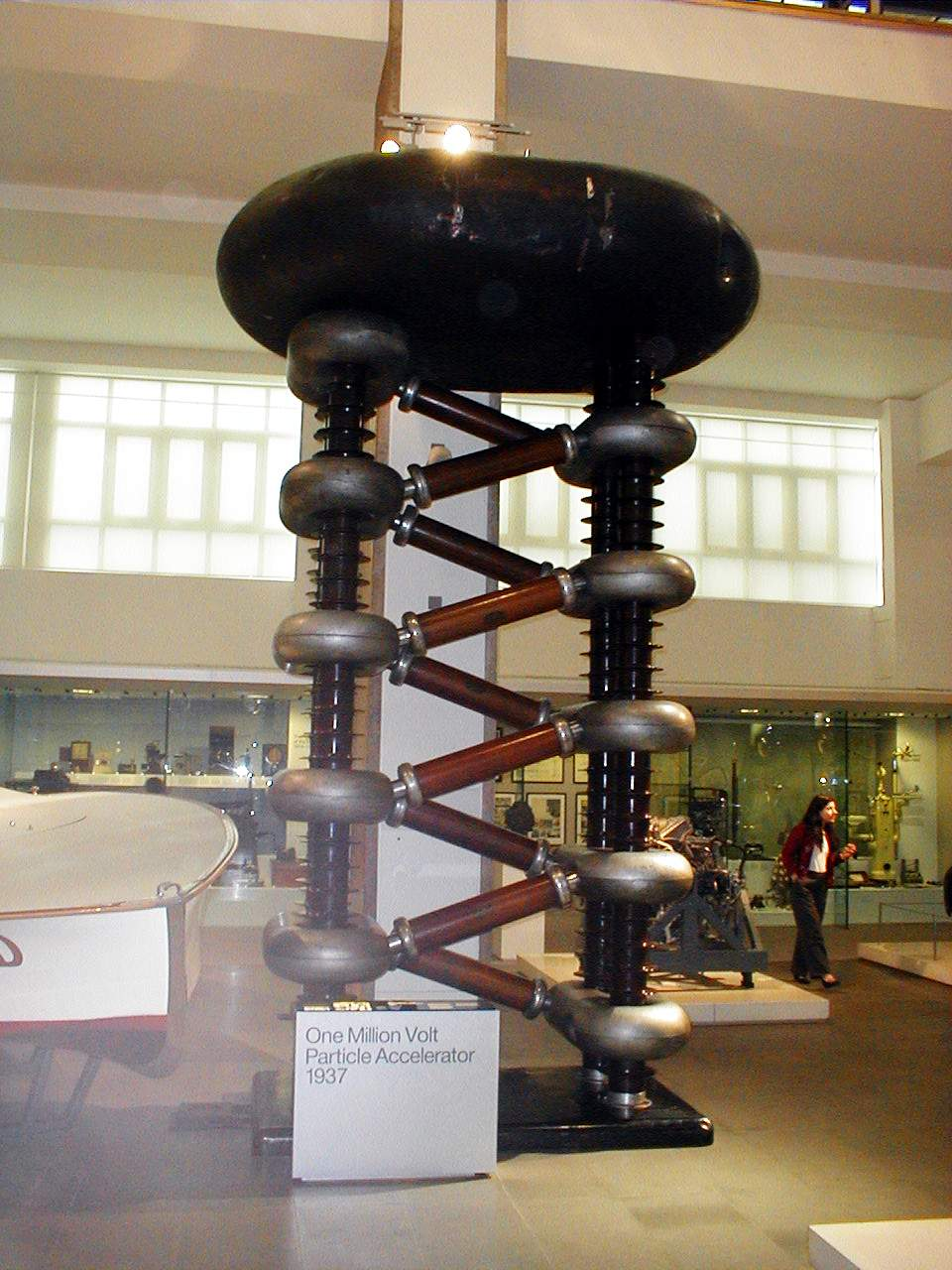
En los aceleradores de partículas más antiguos se usaba un Generador de Cockcroft-Walton para la multiplicación del voltaje. Esta pieza del acelerador ayudó al desarrollo de la bomba atómica. Construido en 1937 por Philips de Eindhoven, se encuentra actualmente en el museo de ciencias naturales de Londres (Inglaterra).

A medida que las partículas se acercan a la velocidad de la luz, la velocidad de inversión de los campos eléctricos se hace tan alta que deben operar a frecuencias de microondas, y por eso, en muy altas energías, se utilizan cavidades resonantes de frecuencias de radio en lugar de placas.
Los tipos de aceleradores de corriente continua capaces de acelerar a las partículas hasta velocidades suficientemente altas como para causar reacciones nucleares son los generadores Cockcroft-Walton o los multiplicadores de potencial, que convierten una corriente alterna a continua de alto voltaje, o bien generadores Van de Graaf que utilizan electricidad estática transportada mediante cintas.
Estos aceleradores se usan en muchas ocasiones como primera etapa antes de introducir las partículas en los aceleradores circulares. El acelerador lineal más largo del mundo es el colisionador electrón-positrón Stanford Linear Accelerator (SLAC), de 3 km de longitud.
Estos aceleradores son los que se usan en radioterapia y radiocirugía. Utilizan válvulas klistrón y una determinada configuración de campos magnéticos, produciendo haces de electrones de una energía de 6 a 30 millones de electronvoltios (MeV). En ciertas técnicas se utilizan directamente esos electrones, mientras que en otras se les hace colisionar contra un blanco de número atómico alto para producir haces de rayos X. La seguridad y fiabilidad de estos aparatos está haciendo retroceder a las antiguas unidades de cobaltoterapia.

Dos aplicaciones tecnológicas de importancia en las que se usan este tipo de aceleradores son la Espalación para la generación de neutrones aplicables a los amplificadores de potencia para la transmutación de los isótopos radiactivos más peligrosos generados en la fisión.

### Aceleradores circulares
Estos tipos de aceleradores poseen una ventaja añadida a los aceleradores lineales al usar campos magnéticos en combinación con los eléctricos, pudiendo conseguir aceleraciones mayores en espacios más reducidos. Además, las partículas pueden permanecer confinadas en determinadas configuraciones teóricamente de forma indefinida.
Sin embargo, poseen un límite a la energía que puede alcanzarse debido a la radiación sincrotrón que emiten las partículas cargadas al ser aceleradas. La emisión de esta radiación supone una pérdida de energía, que es mayor cuanto más grande es la aceleración impartida a la partícula. Al obligar a la partícula a describir una trayectoria circular, realmente lo que se hace es acelerar la partícula, ya que la velocidad cambia su sentido, y de este modo es inevitable que pierda energía hasta igualar la que se le suministra, alcanzando una velocidad máxima.
Algunos aceleradores poseen instalaciones especiales que aprovechan esa radiación, a veces llamada luz sincrotrón. Esta radiación se utiliza como fuentes de rayos X de alta energía, principalmente en estudios de materiales o de proteínas por espectroscopia de rayos X o por absorción de rayos X por la estructura fina (o espectrometría XAS).
Esta radiación es mayor cuando las partículas son más ligeras, por lo que se utilizan partículas muy ligeras (principalmente electrones) cuando se pretenden generar grandes cantidades de esta radiación, pero generalmente se aceleran partículas pesadas, protones o núcleos ionizados más pesados, que hacen que estos aceleradores puedan alcanzar mayores energías. Este es el caso del gran acelerador circular del CERN donde el gran colisionador de electrones y positrones se ha sustituido por el gran colisionador de hadrones.
Los aceleradores de partículas más grandes y potentes, como el acelerador relativista de iones pesados, el gran colisionador de hadrones o el Tevatrón, se utilizan en experimentos de física de partículas.

## Ciclotrón

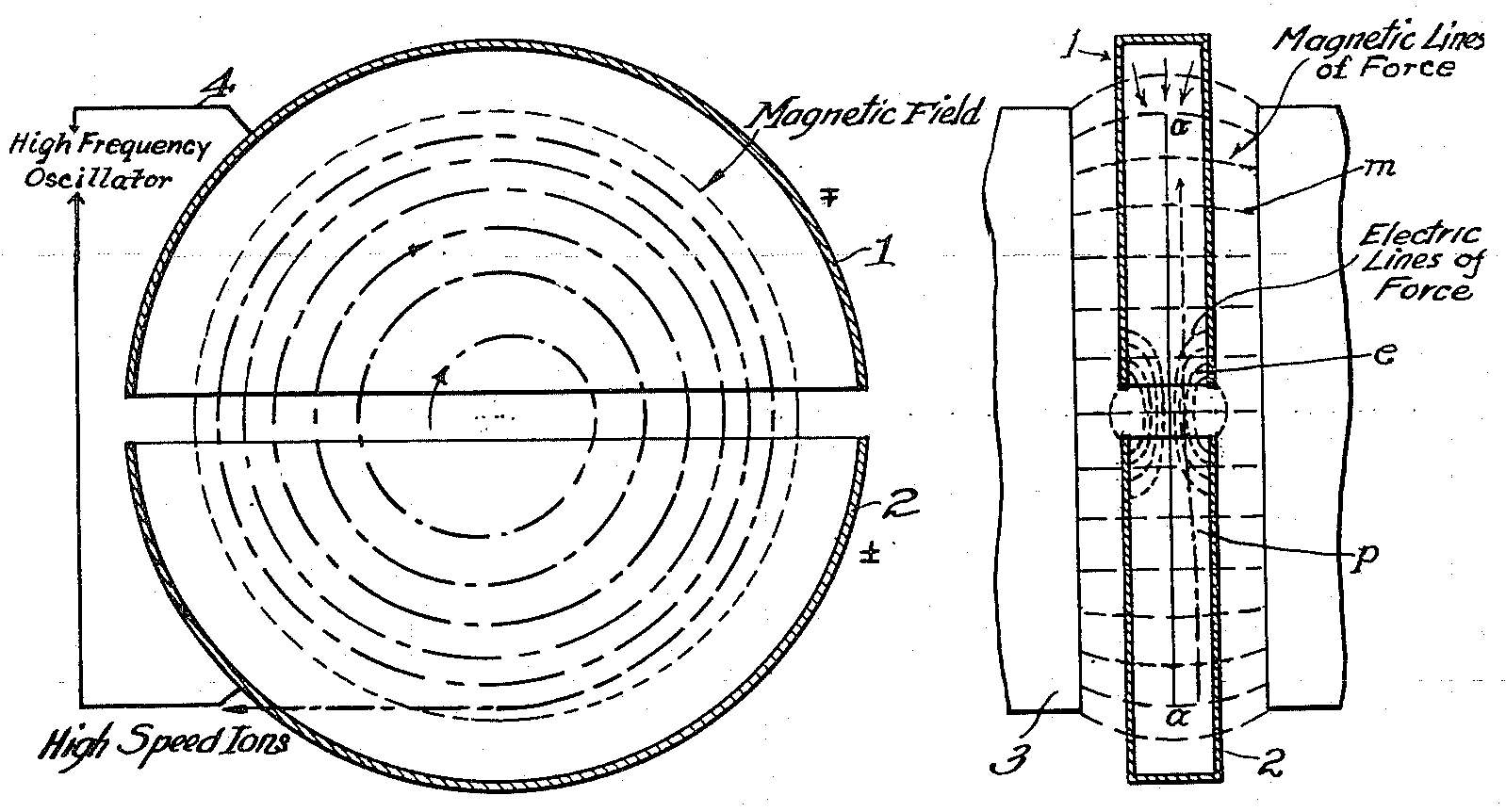
Imagen de la patente de 1934 del ciclotrón, por Ernest Orlando Lawrence. «Método y aparato para la aceleración de iones».

El primer ciclotrón fue desarrollado por Ernest Orlando Lawrence en 1929 en la Universidad de California. En ellos las partículas se inyectan en el centro de dos pares de imanes en forma de «D». Cada par forma un dipolo magnético y además se les carga de forma que exista una diferencia de potencial alterna entre cada par de imanes. Esta combinación provoca la aceleración.
Estos aceleradores tienen un límite de velocidad bajo en comparación con los sincrotrones debido a los efectos. Aun así las velocidades que se alcanzan son bastante altas, llamadas relativistas por ser cercanas a la velocidad de la luz. Por este motivo se suelen utilizar unidades de energía (electronvoltios y sus submúltiplos habitualmente) en lugar de unidades de velocidad. Por ejemplo, para protones, el límite se encuentra en unos 10 MeV. Por este motivo, los ciclotrones solo se pueden usar en aplicaciones de bajas energías. Existen algunas mejoras técnicas como el sincrociclotrón o el ciclotrón síncrono, pero el problema no desaparece. Algunas máquinas utilizan varias fases acopladas para utilizar mayores frecuencias (por ejemplo el rodotrón).
Estos aceleradores se utilizan, por ejemplo, para la producción de radioisótopos de uso médico (como por ejemplo la producción de 18F para su uso en los PET), para la esterilización de instrumental médico o de algunos alimentos, para algunos tratamientos oncológicos y en la investigación. También se usan para análisis químicos, formando parte de los llamados espectrómetros de masas.
Para alcanzar energías superiores, del orden de los GeV y superiores, es necesario utilizar sincrotrones.

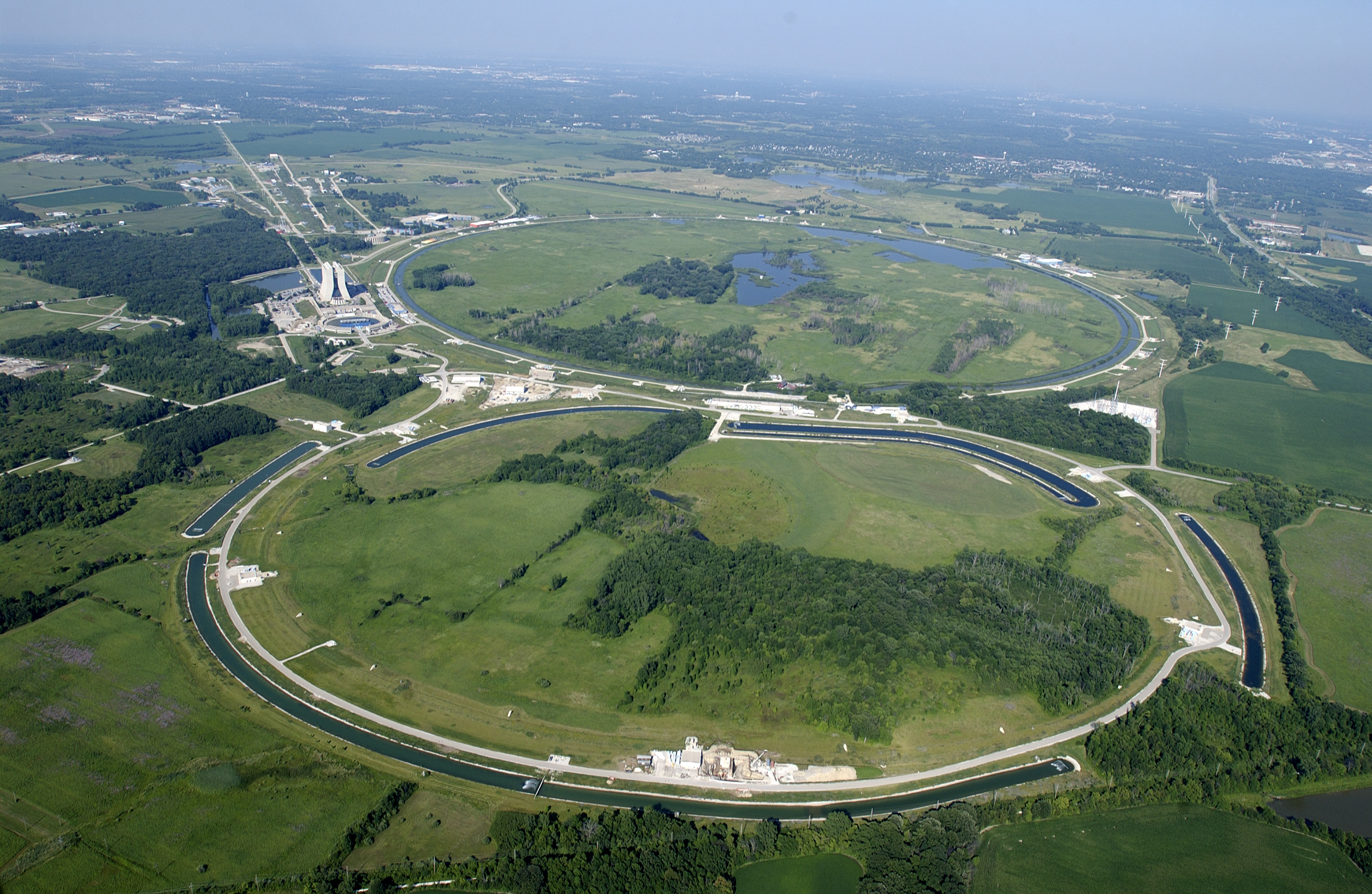
Imagen aérea del Fermilab (Chicago), uno de los aceleradores más grandes del mundo.

### Sincrotrón

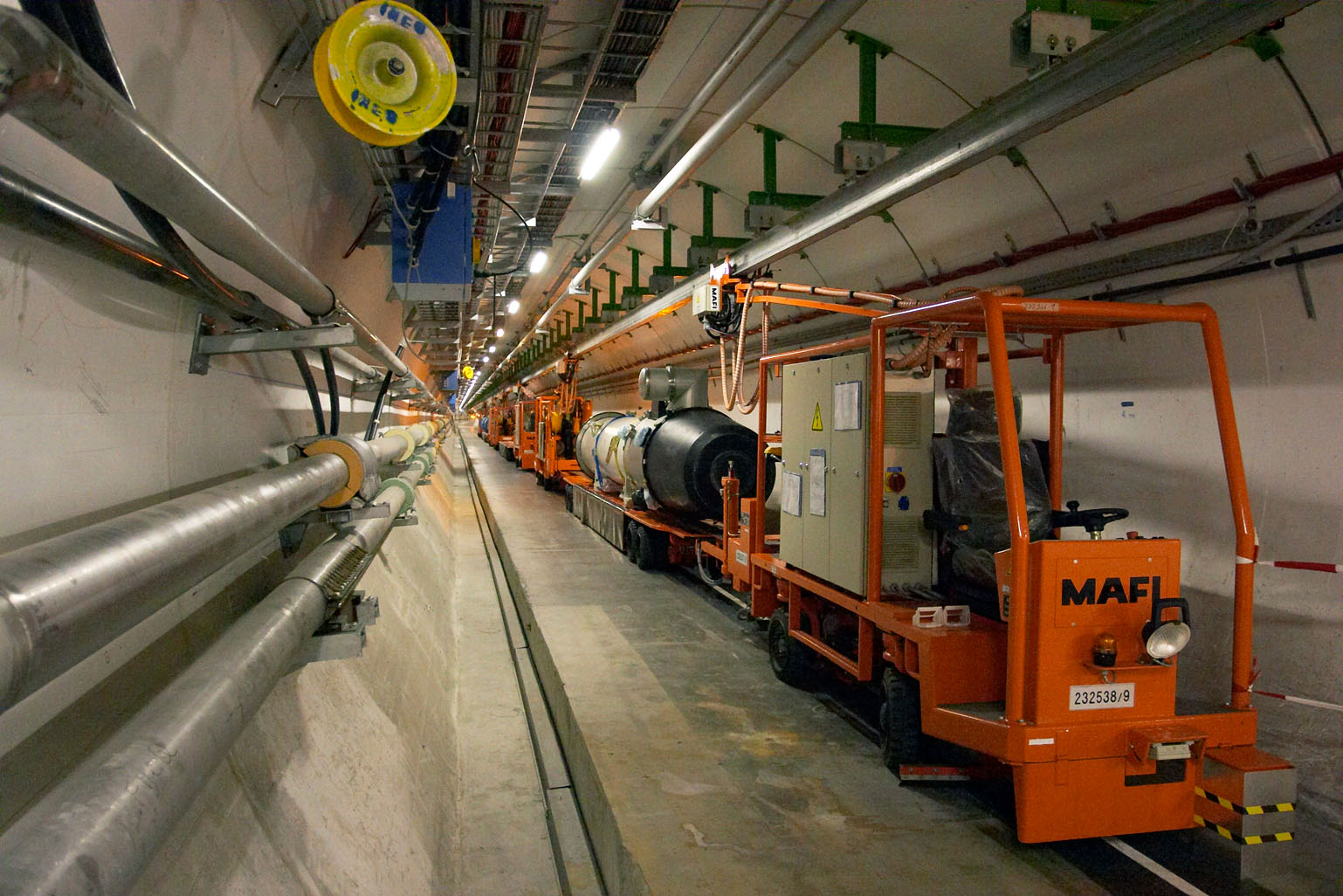
Túnel del antiguo gran colisionador de electrones y positrones del CERN donde se encuentra en este momento el gran colisionador de hadrones (el mayor del mundo).

Uno de los primeros sincrotrones, que aceleraba protones, fue el Bevatron construido en el Laboratorio nacional Brookhaven (Nueva York), que comenzó a operar en 1952, alcanzando una energía de 3 GeV.
El sincrotrón presenta algunas ventajas con respecto a los aceleradores lineales y los ciclotrones. Principalmente que son capaces de conseguir mayores energías en las partículas aceleradas. Sin embargo, necesitan configuraciones de campos electromagnéticos mucho más complejos, pasando de los simples dipolos eléctricos y magnéticos que usan el resto de aceleradores a configuraciones de cuadrupolos, sextupolos, octupolos y mayores.
Estos aceleradores llevan asociado el uso de mayores capacidades tecnológicas e industriales, tales como y entre otras muchas:
- el desarrollo de superconductores, capaces de crear los campos electromagnéticos necesarios, sin la necesidad de elevar el consumo eléctrico hasta cotas impensables,
- sistemas de vacío, que permitan mantener las partículas en el conducto donde se mantienen las partículas, sin pérdidas del haz inadmisibles,
- superordenadores, capaces de calcular las trayectorias de las partículas en las distintas configuraciones simuladas y, posteriormente, asimilar las enormes cantidades de datos generadas en los análisis científicos de los grandes aceleradores como el gran colisionador de hadrones.

Al igual que en otras áreas de la tecnología de punta, existen múltiples desarrollos que se realizaron para su aplicación en estos aceleradores que forman parte de la vida cotidiana de las personas. Quizá el más conocido fue el desarrollo de la World Wide Web (comúnmente llamada web), desarrollado para su aplicación en el gran colisionador de electrones y positrones.
La única forma de elevar la energía de las partículas con estos aceleradores es incrementar su tamaño.  Generalmente, se toma como referencia la longitud del perímetro de la circunferencia (realmente no forman una circunferencia perfecta, sino un polígono lo más aproximado posible a esta). Por ejemplo, tendríamos el gran colisionador de electrones y positrones con 26,6 km, capaz de alcanzar los 45 GeV (91 GeV para una colisión de dos haces en sentidos opuestos), actualmente reconvertido en el gran colisionador de hadrones del que se prevén energías superiores a los 7 TeV.

## Aceleradores de mayores energías
Existen varios proyectos para superar las energías que alcanzan los nuevos aceleradores. Estos aceleradores se espera que sirvan para confirmar teorías como la teoría de la gran unificación e incluso para la creación de agujeros negros que confirmarían la teoría de supercuerdas.
Para 2015-2020 se espera que se construya el Colisionador lineal internacional, un enorme linac de 31 km de longitud, inicialmente de 500 GeV que se ampliarían hasta 1 TeV. Este acelerador utilizará un láser enfocado en un fotocátodo para la generación de electrones. En 2007 no se había decidido aún qué nación lo albergaría.
El Supercolisionador superconductor (SSC en su acrónimo inglés) fue un proyecto para la construcción de un sincrotrón de 87 km de longitud en Texas que alcanzaría los 20 TeV. En 1993 el proyecto se canceló después de haber construido 23,5 km del túnel debido a su altísimo coste motivado por la gran desviación sobre el presupuesto previsto. En 2006 las propiedades e instalaciones fueron vendidas a un grupo de inversión, estando el sitio en la actualidad en estado de abandono.
Se cree que la aceleración de plasmas mediante láseres conseguirán un incremento espectacular en las eficiencias que se alcancen. Estas técnicas han alcanzado ya aceleraciones de 200 GeV por metro, si bien en distancias de algunos centímetros, en comparación con los 0,1 GeV por metro que se consiguen con las radiofrecuencias.

## Fundamentos físicos

### Generación de partículas
Las partículas cargadas (las únicas que pueden acelerar los campos electromagnéticos presentes en los aceleradores) se generan de diversas formas. La forma más sencilla es utilizar el propio movimiento que se genera al calentar un material. Esto se hace habitualmente calentando un filamento hasta su incandescencia haciendo pasar por el una corriente eléctrica, aunque también se puede hacer enfocando un láser en él. Al aumentar la temperatura también aumenta la probabilidad de que un electrón de la corteza atómica la abandone momentáneamente. Si no existe un campo electromagnético cerca que lo acelere en dirección contraria, este electrón (cargado negativamente) regresaría al poco tiempo al átomo ionizado (positivamente) al atraerse las cargas opuestas. Sin embargo, si colocamos cerca del filamento una segunda placa, creando una diferencia de potencial entre el filamento y ella, conseguiremos acelerar el electrón.
Si en esa placa efectuamos un pequeño agujero, y tras él un conducto al que se le haya extraído el aire, conseguiremos extraer electrones. Sin embargo, si no existe ese agujero, el electrón impactará contra la placa generando rayos X.
Cuando se pretenden generar protones, sin embargo, es necesario ionizar átomos de hidrógeno (compuestos únicamente por 1 protón y 1 electrón). Para ello puede utilizarse como primera fase el sencillo acelerador de electrones descrito haciendo incidir el haz de electrones o de rayos X sobre una válvula rellena de gas hidrógeno. Si en esa válvula situamos de nuevo un par de placas sobre las que aplicamos un potencial, se obtendrán, por un lado, electrones acelerados y por el opuesto, protones acelerados. Un ejemplo de este tipo de aceleradores es el LANSCE o si en el Laboratorio Nacional de Los Álamos (Estados Unidos).
Los positrones se generan de forma similar, solo que necesitaremos hacer incidir fotones de energías superiores a los 1,1 MeV sobre un blanco (de oro, wolframio o cualquier otro material pesado). Esa energía es la mínima necesaria para crear un par electrón-positrón. La eficiencia de esta generación es muy pequeña, con lo que en los colisionadores electrón-positrón se gasta gran parte de la energía consumida en este proceso.
Actualmente, existe también interés en generar neutrones para utilizarlos en máquinas transmutadoras. Para ello se utilizan protones generados como se ha descrito, que impactan sobre blancos cuya sección eficaz o probabilidad de generación de neutrones sea alta. Al no poder acelerar más los neutrones (como se dijo, solo las partículas cargadas pueden acelerarse), su velocidad (o energía) final dependerá exclusivamente de la energía inicial del protón.
Prácticamente, todas las partículas descritas se utilizan para tratamientos médicos, ya sea en diagnóstico (rayos X, TAC, PET), como en el tratamiento de tumores sólidos (el uso de protones y neutrones se está generalizando cada vez más para el tratamiento de tumores de difícil tratamiento).

### Ecuaciones de Lorentz

Representación gráfica de la fuerza de Lorentz (solo la parte debida al campo magnético, representado con dirección perpendicular a la pantalla y sentido hacia fuera de la misma).

Todos los aceleradores se rigen por las ecuaciones básicas del electromagnetismo desarrolladas por Maxwell. Sin embargo, existe una ecuación muy sencilla que sirve para definir las fuerzas que actúan en cada tipo de acelerador. Esta es la ecuación o ecuaciones (cuando se usan de forma separada) de Lorentz. La ecuación puede escribirse de forma básica como:
{\displaystyle {\vec {F}}=q\cdot ({\vec {E}}+{\vec {v}}\times {\vec {B}})}
donde {\displaystyle {\vec {F}}} es la fuerza que sufre la partícula cargada dentro del campo electromagnético, q es la carga de la partícula cargada (-1 para el electrón, +1 para el positrón o el protón, y mayores para núcleos pesados), {\displaystyle {\vec {E}}} es el valor del campo eléctrico, {\displaystyle {\vec {B}}} el campo magnético y {\displaystyle {\vec {v}}} la velocidad de la partícula.
La ecuación se traduce en que la partícula recibe una aceleración que es proporcional a su carga e inversamente proporcional a su masa. Además, los campos eléctricos empujan a la partícula en la dirección del movimiento (el sentido dependerá del signo de la carga y del sentido del propio campo eléctrico), mientras que los campos magnéticos curvan la trayectoria de la partícula (solo cuando el campo magnético es perpendicular a la trayectoria), empujándola hacia el centro de una circunferencia cuyo radio dependerá de la magnitud del campo magnético, de la velocidad que posea la partícula en ese momento y de su carga y masa.
En resumen, los campos eléctricos aportan cambios en el módulo de la velocidad de la partícula, acelerándola o desacelerándola, mientras que los campos magnéticos la hacen describir trayectorias curvas sin modificar su módulo (esto no es exactamente así, ya que las partículas perderán energía por la radiación sincrotrón, pero sirve como primera aproximación).

## Componentes de un acelerador
Los aceleradores poseen unos cuantos componentes básicos que son:

### Componentes generadores de fuerzas
- Dipolos eléctricos. Se aplica una diferencia de potencial, generando un campo eléctrico {\displaystyle {\vec {E}}} entre dos placas o tubos. Esto hace que la partícula se acelere, como entre dos fases de un linac.
- Dipolos magnéticos. Se crea un campo magnético {\displaystyle {\vec {B}}} (generalmente de forma artificial mediante bobinas) perpendicular a la trayectoria de la partícula de forma que la curva. Por ejemplo, entre las D de un ciclotrón, haciéndola describir un arco de 180 grados para volver a la separación entre ambas. También para curvar ligeramente (arcos pequeños) el haz de partículas en un sincrotrón.
- Multipolos magnéticos. Se utilizan para enfocar los haces de partículas, de modo que los campos ejerzan sus acciones de forma más eficiente y se eviten pérdidas en el trayecto.

### Blancos
Para crear las partículas generadas en los grandes aceleradores se necesitan blancos, donde las partículas impactan, generando una enorme cantidad de partículas secundarias.
Los blancos se pueden distinguir entre fijos o móviles. En los fijos se engloban todos aquellos que hacen impactar las partículas aceleradas contra un blanco inmóvil, como los aparatos de rayos X o los utilizados en la espalación. En los móviles se encuentran aquellos que hacen impactar las propias partículas entre ellas, por ejemplo en los colisionadores, duplicando de este modo de forma sencilla la energía que pueden alcanzar los aceleradores.

### Detectores
Para ver las partículas generadas en el impacto contra el blanco son necesarios los detectores, que actuarían como los ojos de los científicos.
Dos de los detectores más conocidos construidos para detectar las partículas creadas en las colisiones son: CMS y ATLAS, instalados en el gran colisionador de hadrones.
Una versión sencilla del conjunto acelerador-blanco-detector sería el aparato de televisión. En este caso, el tubo de rayos catódicos es el acelerador, que impulsa los electrones hacia la pantalla revestida de fósforo interiormente, que actuaría de blanco, transformando los electrones en fotones (con energía en el rango del visible) que, si estuviéramos mirando el televisor, impactarían en los conos y bastoncillos de nuestras retinas (detectores), enviando señales eléctricas a nuestro cerebro (el supercomputador) que interpreta los resultados.